# TCAP
TCAP (англ. Titin-cap) – білок, який кодується однойменним геном, розташованим у людей на короткому плечі 17-ї хромосоми. Довжина поліпептидного ланцюга білка становить 167 амінокислот, а молекулярна маса — 19 052.
| 10         |  | 20         |  | 30         |  | 40         |  | 50         |
| ---------- |  | ---------- |  | ---------- |  | ---------- |  | ---------- |
| MATSELSCEV |  | SEENCERREA |  | FWAEWKDLTL |  | STRPEEGCSL |  | HEEDTQRHET |
| YHQQGQCQVL |  | VQRSPWLMMR |  | MGILGRGLQE |  | YQLPYQRVLP |  | LPIFTPAKMG |
| ATKEEREDTP |  | IQLQELLALE |  | TALGGQCVDR |  | QEVAEITKQL |  | PPVVPVSKPG |
| ALRRSLSRSM |  | SQEAQRG    |  |            |  |            |  |            |

A: Аланін

C: Цистеїн

D: Аспарагінова кислота

E: Глутамінова кислота

F: Фенілаланін

G: Гліцин

H: Гістидин

I: Ізолейцин

K: Лізин

L: Лейцин

M: Метіонін

N: Аспарагін

P: Пролін

Q: Глутамін

R: Аргінін

S: Серин

T: Треонін

V: Валін

W: Триптофан

Кодований геном білок за функцією належить до фосфопротеїнів. 
Локалізований у цитоплазмі.